# Birger Malmsten
Birger Malmsten (Gräsö, 1920. december 23. – Stockholm, 1991. február 15.) svéd színész. 
Pályafutása alatt több mint 60 filmben szerepelt. Ismertebb szerepeit Ingmar Bergman filmjeiben kapta.

## Fontosabb filmjei
- 1976 - Színről színre ( Ansikte mon ansikte) - Erőszaktevő
- 1963 - A csend (Tystinaden) - A pultos
- 1952 - Várakozó asszonyok (Kvinnors väntan) - Martin Lobelius
- 1951 - Nyári közjáték (Sommarlek) - Henrik
- 1950 - A boldogság felé - (Till glädje) - Marcel
- 1949 - Szomjúság (Törst) - Bertil
- 1949 - Börtön (Fängelse) - Thomas
- 1948 - Zene a sötétben ('Musik i mörker') - Bengt Vyldeke
- 1947 - Hajó Indiába - (Skepp till India land) - Johannes Blom
- 1946 - Eső mossa szerelmünket (Det regnar på vår kärlek) - David

## Fordítás
- Ez a szócikk részben vagy egészben  a   Birger_Malmsten című angol Wikipédia-szócikk fordításán alapul.  Az eredeti cikk szerkesztőit annak laptörténete sorolja fel. Ez a jelzés csupán a megfogalmazás eredetét és a szerzői jogokat jelzi, nem szolgál a cikkben szereplő információk forrásmegjelöléseként.